# Alan Browne
Alan James Browne (Cork, 15 de abril de 1995), conocido como Alan Browne, es un futbolista irlandés que juega de centrocampista en el Sunderland A. F. C. de la Premier League.

## Trayectoria
El 1 de enero de 2014 firmó un contrato de año y medio con el Preston North End F. C. tras llevar a prueba desde noviembre una vez abandonó el Cork City F. C. Para debutar tuvo que esperar al 25 de marzo, dando ese día una asistencia en el triunfo por tres a uno ante el Peterborough United F. C., y su primer gol llegó al mes siguiente ante el Carlisle United F. C. La temporada siguiente lograron el ascenso a la EFL Championship, participando en la final del play-off. En esta nueva categoría se fue asentado en el equipo y tras la marcha de Tom Clarke fue nombrado capitán. En enero de 2021 firmó una ampliación de su contrato hasta 2024 y en octubre de ese mismo año se convirtió en el vigésimo séptimo jugador en alcanzar los 300 partidos con el club. También superó la cifra de los 400 encuentros en enero de 2024, algo que antes solo habían hecho once jugadores, y el siguiente mes de junio abandonó la entidad tras diez años en ella y después de haber rechazado una oferta de renovación por tres temporadas.
El 11 de julio inició una nueva etapa en el Sunderland A. F. C. con el que firmó por tres años. En el primero de ellos, que terminó con ascenso a la Premier League, su tiempo de juego se vio limitado por varias lesiones.

## Selección nacional
Tras haber sido internacional con la República de Irlanda en categorías sub-19 y sub-21, el 1 de junio de 2017 debutó con la selección absoluta en un amistoso ante México. Su primer gol llegó en su quinto encuentro el 10 de septiembre de 2019 contra Bulgaria.

## Clubes
| Club                    | País       | Año       |
| ----------------------- | ---------- | --------- |
| Preston North End F. C. | Inglaterra | 2014-2024 |
| Sunderland A. F. C.     | Inglaterra | 2024-     |

## Palmarés

### Distinciones individuales
| Distinción                             | Año  |
| -------------------------------------- | ---- |
| Mejor jugador joven del año por la FAI | 2019 |